# The Gloaming
The Gloaming é uma série de televisão via streaming de suspense sobrenatural australiana criada por Victoria Madden que estreou no Stan em 1 de janeiro de 2020. A série é ambientada e filmada na Tasmânia e é estrelada por Emma Booth e Ewen Leslie. Em 9 de maio de 2020, foi relatado que uma segunda temporada estava em desenvolvimento.

## Premissa
The Gloaming é a história de uma policial heterodoxa e problemática, Molly McGee, que lidera uma investigação sobre o assassinato de uma mulher não identificada. McGee precisa se unir a Alex O'Connell, um homem com quem ela não fala há 20 anos. Eles descobrem que o assassinato tem ligações com um caso arquivado do passado, corrupção política e práticas ocultas.

## Elenco
- Emma Booth como Molly McGee
- Ewen Leslie como Alex O’Connell
- Aaron Pedersen como Inspector Lewis Grimshaw
- Anthony Phelan como William Fian
- Nicole Chamoun como Jacinta Clunes
- Ditch Davey como Toby Broomhall
- Max Brown como Oscar Wolfe
- Josephine Blazier como Lily Broomhall
- Matthew Testro como Freddie Hopkins
- Markella Kavenagh como Daisy Hart
- Zenia Starr como Freya Harris
- Rena Owen como Grace Cochran
- Martin Henderson como Gareth McAvaney
- Nathan Spencer como Ben O'Connell
- Milly Alcock como Jenny McGinty

## Produção
The Gloaming foi criado por Victoria Madden e produzido por Madden e John Molloy, em parceria com a Disney Platform Distribution, distribuidora fora da Austrália.

## Lançamento
Na Austrália, a série estreou oficialmente no Stan em 1 de janeiro de 2020; no entanto, todos os episódios foram disponibilizados para streaming pouco antes da meia-noite de 31 de dezembro de 2019.
Nos Estados Unidos, a série estreou no Starz em 21 de março de 2021.